# 亓延军
亓延军（1964年10月23日—），中华人民共和国政治人物，山东莱芜人。现任中华人民共和国公安部党委副书记、分管日常工作的副部长（正部长级）、察长，副总警监警衔。

## 生平
1984年7月参加工作。曾就读山东省建筑工程学院工业与民用建筑专业，1991年6月加入中国共产党，历任山东省潍坊市公安消防支队支队长，山东省消防总队防火监督部部长、副总队长，河南省消防总队总队长，为时任河南省公安厅厅长王小洪的下属。后调往北京任公安部消防局防火监督处处长、副局长，北京市公安局消防局（市公安消防总队）局长（总队长）（武警少将），北京市公安局党委副书记、副局长、常务副局长等职。
2020年4月24日，接替王小洪任北京市人民政府副市长、北京市公安局局长。2022年5月，任公安部党委委员、副部长。
2023年3月，当选全国人大监察和司法委员会委員，同年10月，升任公安部党委副书记、分管日常工作的副部长，成为正部长级干部。2024年12月，不再兼任北京市副市长。